# Bankia
Bankia war eine spanische Großbank, die im Dezember 2010 durch die Fusion von sieben spanischen Banken entstanden ist. Im Mai 2012 wurde sie zusammen mit dem im gleichen Zuge gegründeten Mutterkonzern Banco Financiero y de Ahorros verstaatlicht. Mit einer Bilanzsumme von 328 Milliarden Euro war sie die viertgrößte Bank Spaniens. 2021 wurde Bankia von CaixaBank übernommen.

## Geschäftsfelder
Bankia betreibt die Bereiche Retailgeschäft, Geschäftsbank, Unternehmensfinanzierung, Kapitalmarkt, Vermögensverwaltung und Privatkundengeschäft und bietet eine breite Palette von Finanzprodukten und Dienstleistungen an. Bankia verfügt über ein umfassendes Filialnetz in Spanien sowie über Präsenzen im europäischen Ausland (Dublin, Lissabon, London, Mailand, München, Paris, Porto, Warschau und Wien) sowie in Übersee (Miami, Peking und Schanghai). Der Konzern verfügt über ein großes und diversifiziertes Portfolio von Geschäftseinheiten mit einem Wert von 5,5 Milliarden Euro zum 31. Januar 2011. 

## Sitz

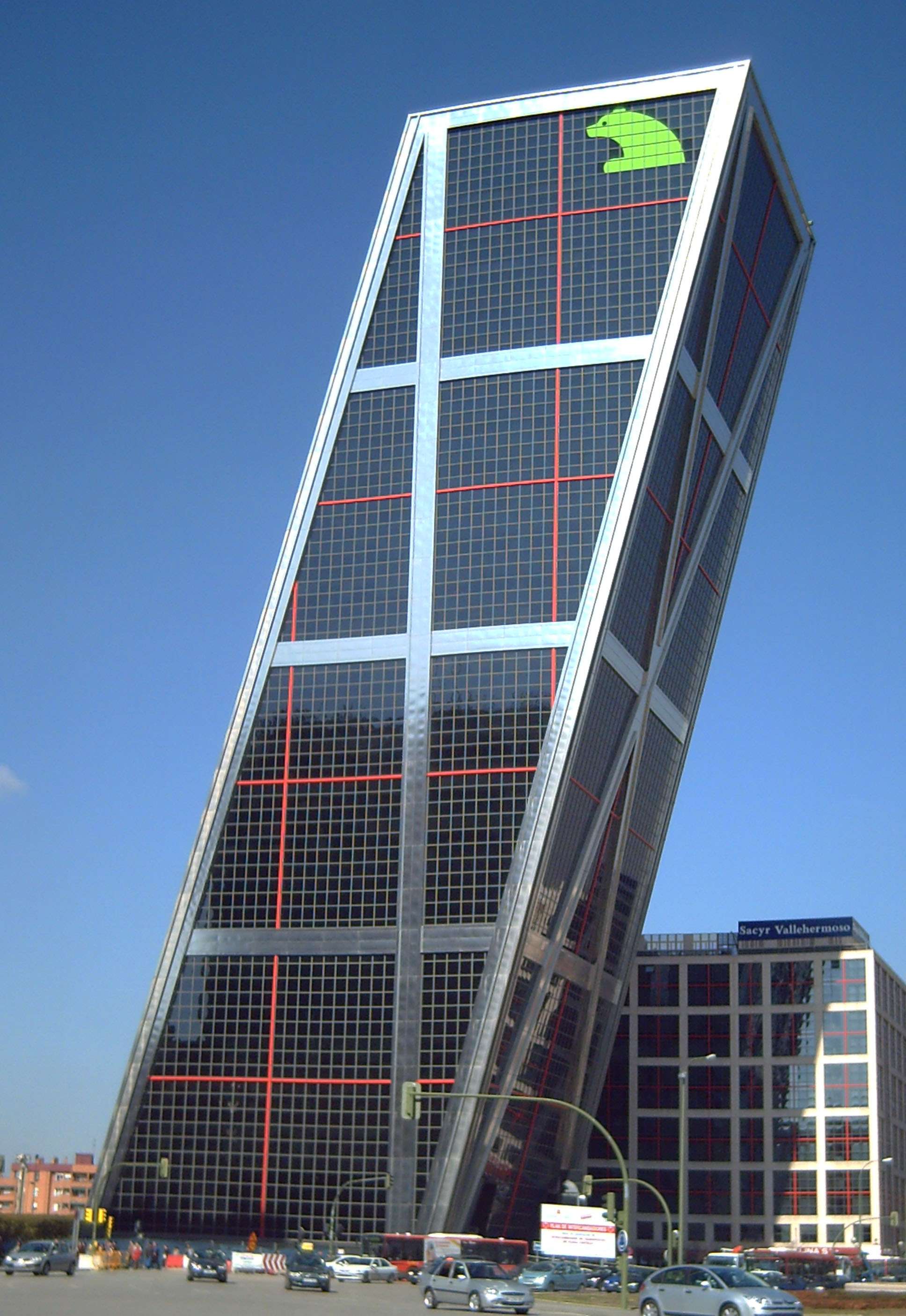
Sitz in Madrid

Die Bank hatte ihren Hauptsitz und die Anschrift der Beteiligungsgesellschaften in Valencia und ihren operativen Geschäftssitz in Madrid.

## Geschichte

### Gründung und Börsengang
Die Bank wurde am 3. Dezember 2010 als Zusammenschluss von sieben spanischen Sparkassen gegründet. Der Zusammenschluss der sieben Finanzinstitute wurde in nur vier Monaten vollzogen, der Integrationsvertrag wurde am 30. Juli 2010 unterzeichnet. Der Anteil der Aktien war wie folgt:
- 52,06 % Caja Madrid
- 37,70 % Bancaja
- 2,45 % La Caja de Canarias
- 2,33 % Caja de Ávila
- 2,11 % Caixa Laietana
- 2,01 % Caja Segovia
- 1,34 % Caja Rioja

Am 20. Juli 2011 ging Bankia an die Börse. Der Chef des neuen Instituts, Rodrigo Rato (Ex-Wirtschaftsminister und Ex-Chef des Internationalen Währungsfonds) bekam viel öffentliches Lob. Am 20. November 2011 fanden in Spanien vorgezogene Neuwahlen statt. Es kam zu einem Regierungswechsel: das Kabinett Zapatero II wurde vom Kabinett Rajoy abgelöst. Der neue Wirtschaftsminister Luis de Guindos bezeichnete die Fusion und den Börsengang von Bankia als einen Fehler. Im Jahr 2011 kostete eine Aktie rund 45 Euro, bis Ende April 2012 war der Aktienkurs der Bank auf 30 Euro gefallen.
Am 27. Januar 2016 entschied der Oberste Gerichtshof Spaniens, dass der Börsengang der Bank von 2011 aufgrund falscher Angaben im Prospekt ungültig war. Damit erhalten voraussichtlich nicht nur die zwei Kleinanleger ihr Geld zurück, die erfolgreich geklagt hatten, sondern hunderte weitere Investoren. Laut Medienangaben liegen bereits Forderungen an die Großbank in Höhe von 820 Millionen vor.

### Immobilienkrise und Verstaatlichung
Am 7. Mai 2012 trat Rodrigo Rato überraschend vom Chefposten zurück. Sein Nachfolger wurde José Ignacio Goirigolzarri. Zwei Tage später verstaatlichte Spanien die Bank. Über mögliche Gründe für die schnelle Verstaatlichung wird viel berichtet.
Der Spiegel schrieb dazu:

„Die Bankia gilt wegen ihrer zahlreichen faulen Immobilienkredite als der größte Problemfall im spanischen Finanzsektor. Das Institut ist das viertgrößte des Landes. Es war aus dem Zusammenschluss von Caja Madrid mit einer Reihe kleinerer Sparkassen hervorgegangen. Bankia hat zehn Millionen Kunden.
Der kriselnde spanische Bankensektor entwickelt sich zu einer immer größeren Belastung für die Euro-Zone. Die Institute sitzen seit dem Ende des Baubooms im Land auf großen Mengen fauler Kredite aus der Immobilienbranche. Nach Angaben der Regierung beläuft sich das Gesamtvolumen der Immobilienkredite spanischer Banken auf 320 Milliarden Euro. Davon wurden 180 Milliarden als „giftig“ eingestuft.“

Am 24. Mai 2012 wurde bekannt, dass Bankia vom spanischen Staat eine Finanzspritze von 9 Milliarden Euro erhält. Wirtschaftsminister Luis de Guindos teilte mit, diese setze sich zusammen aus 7,1 Milliarden Euro für zusätzliche Abschreibung im Zuge der Bankenreformen in Spanien sowie 1,9 Milliarden Euro Kapitalpuffer zur Erfüllung europäischer Vorgaben. Einen Tag später forderte die Bank weitere Staatshilfen in Höhe von 19 Milliarden Euro, woraufhin die Rating-Agentur Standard & Poor’s die Bonität des Instituts sowie vier weiterer spanischer Banken herabstufte.
Am 31. August 2012 meldete die Bank während der Sanierungsphase einen Verlust im ersten Halbjahr 2012 von 4,45 Mrd. Euro. Die spanische Regierung machte den Vorschlag, dass der staatliche Rettungsfonds Fondo de Reestructuración Ordenada Bancaria (FROB) mit einem Nettokapital von 4,1 Mrd. Euro aushelfen könne. Die Bank von Spanien (Zentralbank) sollte dies prüfen. Bankia gab zudem bekannt, dass von Januar bis Juni 2012 offenbar verunsicherte Kunden rund sieben Milliarden Euro von den Bankia-Konten abgezogen haben. Wie die Bank Ende 2012 bekannt gab, sei aus Kostengründen die Schließung von rund 1100 Filialen geplant. Im darauf folgenden Jahr wurden weitere Details bekanntgegeben, so sollen auf den Kanarischen Inseln 54 Filialen geschlossen werden. Die Bevölkerung der Inseln wehrt sich seither gegen diese Pläne, besonders in den ländlichen Gebieten.
Im Juni 2017 fusionierte Bankia mit der angeschlagenen Banco Mare Nostrum (BMN), die ebenfalls aus einem Zusammenschluss mehrerer Regionalsparkassen hervorgegangen ist und nach dem Platzen der Immobilienblase von 2008 in Schieflage geraten war.
Im September 2020 wurde der Zusammenschluss Bankias mit der Caixabank beschlossen. Das fusionierte Unternehmen wird voraussichtlich das größte Kreditinstitut Spaniens sein.

### Kreditkarten-Skandal
Ab Oktober 2014 lief ein Ermittlungsverfahren gegen die ehemaligen Präsidenten Miguel Blesa und Rodrigo Rato, nachdem bekannt wurde, dass die Bank ihren Vorständen, Managern und Direktoren Kreditkarten der Serie Black Card Visa zur uneingeschränkten Nutzung zur Verfügung stellte. Im Januar 2015 wurden die Ermittlungen auf 78 ehemalige Aufsichtsratsmitglieder ausgedehnt. Mit den Kreditkarten der Serie Visa black konnten diese in unbegrenzter Höhe Einkäufe, Hotelbuchungen, Flüge oder Safaris zu Lasten der Bank tätigen, die in keinen Bilanzen auftauchten. Für diese Summen, es wird derzeit von einer Gesamtsumme in Höhe von 16 Millionen für den Zeitraum zwischen 1999 und 2012 ausgegangen, wurden weder Rechnungen erstellt noch wurde der Fiskus informiert. Es wurde lediglich von den Nutzern dieser auch als „Geister-Kredikarten“ bezeichneten Karten verlangt, dass sie keine Kritik am Führungsstil des Direktors und dessen Entscheidungen übten.
Am 23. Februar 2017 wurden die hauptverantwortlichen ehemaligen Bankmanager Rodrigo Rato und Miguel Blesa wegen widerrechtlicher Aneignung von Geldern zu viereinhalb bzw. zu sechs Jahren Haft  verurteilt.